# John Oliver Creighton
John Oliver Creighton (* 28. April 1943 in Orange, Texas) ist ein ehemaliger US-amerikanischer Astronaut.

## Ausbildung
John Creighton erhielt 1966 einen Bachelor von der United States Naval Academy und 1978 einen Master in Administration of Science and Technology von der George Washington University.
1966 ging er zur US Navy und wurde dort zum Marineflieger ausgebildet. Er war auf dem Flugzeugträger Ranger stationiert und flog Kampfeinsätze im Vietnamkrieg. Ab Juni 1970 absolvierte er eine Ausbildung zum Testpiloten und arbeitete anschließend in der Entwicklung für die Triebwerke des F-14-Kampfjets. Ab Juli 1973 war er vier Jahre auf dem Flugzeugträger Enterprise im Westpazifik stationiert. 

## Astronautentätigkeit
Im Januar 1978 wurde Creighton von der NASA als Astronautenanwärter ausgewählt. Nach seiner Ausbildung zum Shuttle-Piloten arbeitete er vier Jahre in verschiedenen Bereichen innerhalb des Space-Shuttle-Programms. Nach seinem ersten Flug wurde er der Astronautensprecher für den Shuttle-Programm-Manager. Während der folgenden zwei Jahre beteiligte er sich am Plan für die Wiederaufnahme der Shuttle-Flüge nach der Challenger-Katastrophe. Beginnend mit STS-26 war er leitender Verbindungssprecher (CAPCOM) für die ersten vier Shuttle-Flüge. Er leitete die Mission Support Branch im Astronautenbüro und später dann die Operations Development Branch.

### STS-51-G

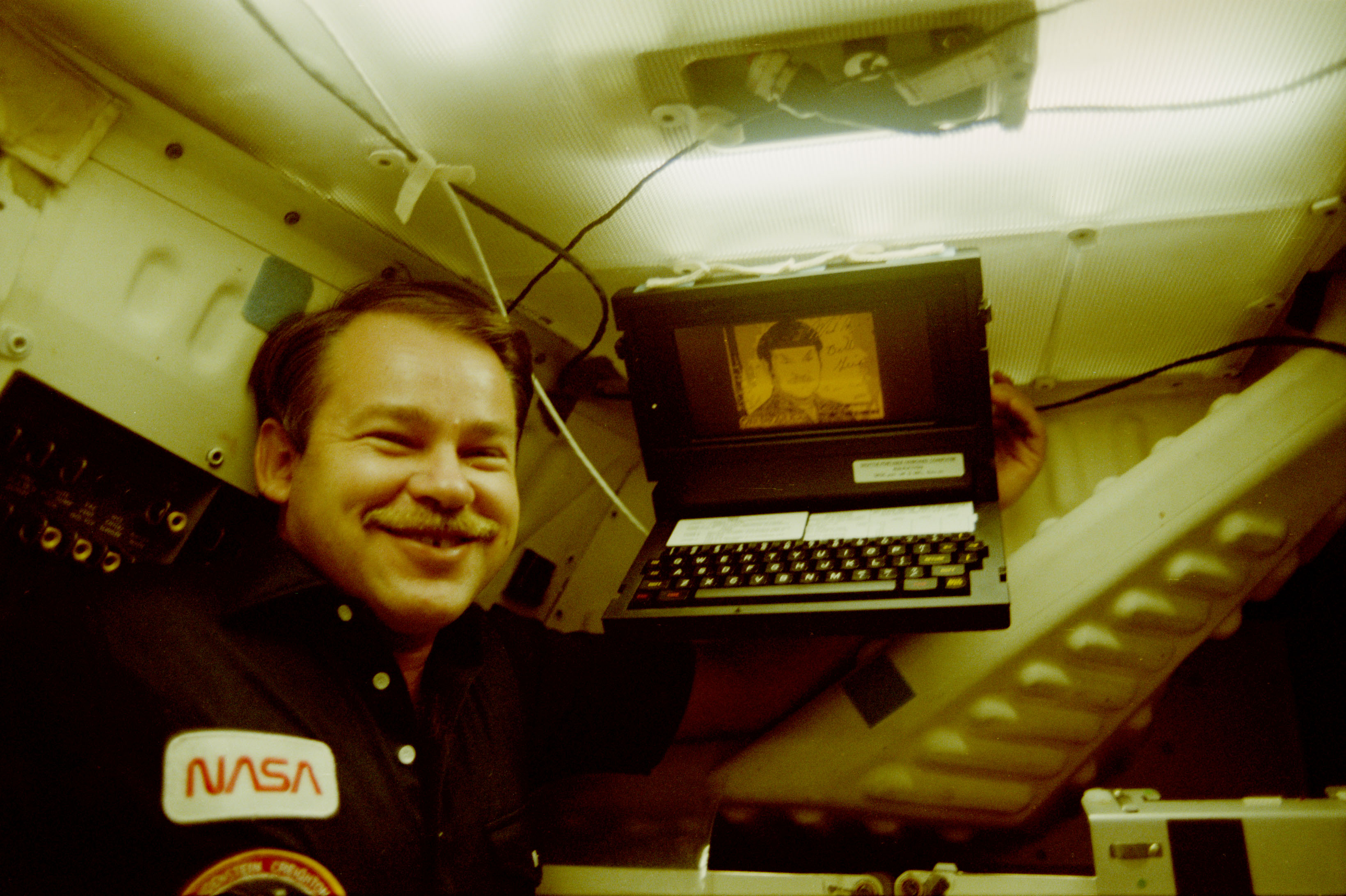
Astronaut John Creighton mit einem GRiD Compass hinter sich, an Bord des Space Shuttle Discovery, STS-51-G-Mission im Jahr 1985. Es zeigt Mr. Spock in Star Trek.

Creighton flog am 17. Juni 1985 als Pilot der Raumfähre Discovery zum ersten Mal ins All. Dabei wurden Kommunikationssatelliten für Mexiko (Morelos), die Arabische Liga (Arabsat) und die USA (AT&T Telstar) ausgesetzt. Außerdem wurde der SPARTAN-Satellit ausgesetzt und nach 17 Stunden mit dem Roboterarm wieder eingefangen.

### STS-36
Am 28. Februar 1990 startete Creighton als Kommandant der Raumfähre Atlantis zum zweiten Mal ins All. Es wurde ein geheimer Satellit der US-Luftwaffe in einen niedrigen Orbit ausgesetzt, von wo aus dieser digitale Aufklärungssatellit den größten Teil der Erdoberfläche überwachen sollte.

### STS-48
Am 12. September 1991 startete Creighton als Kommandant der Raumfähre Discovery in den Weltraum. Bei dieser fünftägigen Mission wurde der UARS-Satellit zur Erforschung der oberen Atmosphäre ausgesetzt. Der 6,5-Tonnen-Satellit führte eine der detailliertesten Studien der Erdatmosphäre durch, inklusive der Ozonschicht.

## Nach der NASA
Nach seinem Ausscheiden aus der NASA im Juli 1992 wurde Creighton Testpilot bei Boeing.